# Sonda di Levin
La sonda di Levin è la sonda naso-gastrica-duodenale più utilizzata. È realizzata in poliuretano, lattice o polivinilcloruro (PVC). Il calibro è misurato mediante la Scala French. Se utilizzata a scopo nutrizionale, per la nutrizione enterale (un tipo di nutrizione artificiale), la sonda deve avere un calibro compreso fra i 6 ed i 12 French (per l'adulto). Questa viene anche detta anche a lume piccolo o small bore. Quando invece è utilizzata a scopo decompressivo, per ridurre la pressione intraaddominale ed intratoracica, con la rimozione mediante aspirazione di secrezioni e gas, deve avere un calibro maggiore di 12 French, solitamente tra i 16 ed i 18 French, detta anche sonda large bore. Questa sonda è stata proposta nel 1921 da Abraham Louis Levin, un medico di New Orleans.